# Утулькалама
Утулькалама (шум. u-dul3-kalam-ma) — седьмой шумерский царь первой династии Урука, правил в XXVII веке до н. э. Сын Урнунгаля.
В соответствии с «Шумерским списком царей», правил 15 лет.